# Championnat d'Italie de football de deuxième division 1938-1939
Navigation
Édition précédente Édition suivante
La saison 1938-1939 de Serie B est la 10e édition du championnat d'Italie de football de deuxième division. 
Le championnat se dispute avec une poule unique. Les deux premiers sont promus en Serie A.
Cette saison le championnat passe à 18 équipes, il y aura 4 clubs relégués en fin de saison.
À l'issue de la saison, la Fiorentina termine à la première place et retourne en Serie A un an après sa relégation. Le vice-champion, Venise, est promu en Serie A 1938-1939 (1re division) pour la première fois de son histoire.

## Classement
| Rang | Équipe             | Pts | J  | G  | N  | P  | Bp | Bc | Diff |
| ---- | ------------------ | --- | -- | -- | -- | -- | -- | -- | ---- |
| 1    | Fiorentina R       | 45  | 34 | 16 | 13 | 5  | 62 | 30 | +32  |
| 2    | Venise             | 43  | 34 | 16 | 11 | 7  | 39 | 23 | +16  |
| 3    | Atalanta Bergame R | 43  | 34 | 15 | 13 | 6  | 43 | 26 | +17  |
| 4    | Sienne P           | 42  | 32 | 17 | 8  | 9  | 43 | 35 | +8   |
| 5    | Hellas Vérone      | 40  | 34 | 16 | 8  | 10 | 46 | 36 | +10  |
| 6    | Pro Verceil        | 37  | 34 | 14 | 9  | 11 | 50 | 44 | +6   |
| 7    | Palerme            | 36  | 34 | 13 | 10 | 11 | 35 | 34 | +1   |
| 8    | Alexandrie         | 35  | 34 | 14 | 7  | 13 | 57 | 43 | +14  |
| 9    | Calcio Padoue      | 35  | 34 | 15 | 5  | 14 | 56 | 51 | +5   |
| 10   | Fanfulla P         | 34  | 34 | 12 | 10 | 12 | 39 | 32 | +7   |
| 11   | US Sanremese       | 34  | 34 | 14 | 6  | 14 | 41 | 45 | -4   |
| 12   | Anconitana-Bianchi | 33  | 34 | 13 | 7  | 14 | 50 | 44 | +6   |
| 13   | Pise               | 33  | 34 | 13 | 7  | 14 | 52 | 46 | +6   |
| 14   | Vigevano           | 33  | 34 | 11 | 11 | 12 | 43 | 48 | -5   |
| 15   | Spezia             | 31  | 34 | 12 | 7  | 15 | 43 | 50 | -7   |
| 16   | S.P.A.L. P         | 26  | 34 | 10 | 6  | 18 | 37 | 55 | -18  |
| 17   | Salernitana P      | 23  | 34 | 10 | 3  | 21 | 40 | 58 | -18  |
| 18   | Casale P           | 9   | 34 | 2  | 5  | 27 | 12 | 88 | -76  |

|  | Promu en Serie A                                       |
|  | Relégation en Prima Divisione 1939-1940 (1re division) |

Note:
Victoire à 2 points
 En cas d'égalité de points, les équipes sont départagées par un coefficient buts marqués/buts encaissés.